# Mausberg (Rapper)
Mausberg (* 18. Februar 1979 in Compton, Kalifornien; † 4. Juli 2000 ebenda; eigentlicher Name Johnny Burns III) war ein US-amerikanischer Rapper.

## Werdegang
Er wurde 1998 von DJ Quik, der ebenfalls aus Compton stammt, entdeckt und unter Vertrag genommen. Gastbeiträge auf Alben verschiedener Künstler, darunter auch auf dem Studioalbum No Limit Top Dogg von Snoop Dogg, machten ihm einen Namen in der US-amerikanischen Hip-Hop-Szene. Mausberg veröffentlichte 1999 mit Suga Free die Compilation The Konnektid Project. Obwohl diese nur in Compton und den angrenzenden Bezirken von Los Angeles erhältlich war, verkaufte sich der Tonträger 25.000 Mal. Nach Mausbergs Tod erschien The Konnektid Project ein weiteres Mal in den gesamten Vereinigten Staaten.
Am 4. Juli 2000 wurde Mausberg im Alter von 21 Jahren vor seinem Haus in Compton von einem Unbekannten erschossen. Sein erstes Album wurde im Oktober 2000 mit dem Titel Non Fiction veröffentlicht. Auf diesem sind Gastmusiker wie Six Million, DJ Quik, AMG, Suga Free und El DeBarge vertreten. Non Fiction wurde von DJ Quik, Saccs und Six Million produziert.

## Diskografie
- 1999: The Konnektid Project (mit Suga Free)
- 2000: Non Fiction